# Morgue Story: Sangue, Baiacu e Quadrinhos
Morgue Story: Sangue, Baiacu e Quadrinhos é um filme brasileiro lançado em 2009 do gênero terror e comédia, escrito e dirigido por Paulo Biscaia Filho.
Morgue Story é uma  adaptação de uma peça teatral homônima encenada em 2004 na capital paranaense. O filme teve suas locações realizadas na cidade de Curitiba, sendo lançado no ano de 2009 em diversos festivais de cinema pelo mundo. Sua estréia, no Brasil, ocorreu em junho de 2010.
Apresentado em mais de 30 festivais de cinema, foi premiado nos seguintes festivais:
- Indie Distribution Fest, of La Jolla, CA, como Priemio de Mérito;
- Menção Especial no Montevideo Fantastico;
- Escolha do Público - Melhor Longa no Zompire: Undead Film Festival;
- Melhor Filme de Horror no Swansea Bay Film Festival (UK);
- Melhor Filme de Horror no Heart of England Film Festival (UK);
- Melhor Filmede Horror Internacional no Illinois International Film Festival;
- Melhor Atriz no Buenos Aires Rojo Sangre para Mariana Zanette;
- Best of The Fest em Puerto Rico Horror Film Festival.

Em agosto de 2010 participou do Festival de Cinema Brasileiro em Israel e em 2011 foi indicado para as finais na categoria Ficção no Grande Prêmio Brasileiro de Cinema.

## Enredo
Tudo transcorre em um necrotério quando os três personagens principais da história (uma cartunista, um vendedor e um médico legista), com seus problemas e neuroses, se encontram por uma causualidade do destino e transformam a madrugada em uma louca comédia, recheada de lances de terror e surrealismo.

## Elenco
- Mariana Zanette ..... Ana Argento
- Anderson Faganello ..... Tom
- Leandro Daniel Colombo ..... Dr. Daniel Torres
- Edson Bueno ..... Dr. Samuel
- Cléber Borges ..... Sacerdote
- Wagner Corrêa ..... Barman
- Anderson Faganello ..... Tom
- Carolina Fauquemont ..... Martina
- Rafaella Marques ..... Jaque
- Michelle Pucci ..... Irmã de Martina
- Fábio Silvestre ..... Dr. Sérgio
- Marcel Szymanski ..... Zombie
- Regina Vogue ..... Mãe